# Road Salt Two
Albums de Pain of Salvation
Road Salt One : Ivory
(2010) Falling Home
(2014)
Road Salt Two : Ebony est le huitième album du groupe suédois de metal progressif Pain of Salvation, publié le 26 septembre 2011, par InsideOut Music.

## Liste des chansons
Toute la musique est composée par Daniel Gildenlöw.
| No  | Titre                   | Durée |
| --- | ----------------------- | ----- |
| 1.  | Road Salt Theme         | 0:45  |
| 2.  | Softly She Cries        | 4:15  |
| 3.  | Conditioned             | 4:15  |
| 4.  | Healing Now             | 4:29  |
| 5.  | To The Shoreline        | 3:03  |
| 6.  | Eleven                  | 6:55  |
| 7.  | 1979                    | 2:53  |
| 8.  | The Deeper Cut          | 6:10  |
| 9.  | Mortar Grind            | 5:46  |
| 10. | Through The Distance    | 2:56  |
| 11. | The Physics Of Gridlock | 8:43  |
| 12. | End Credits             | 3:25  |